# Janne Salli
Janne Salli (ur. 14 grudnia 1977 w Seinäjoki) – fiński piłkarz występujący na pozycji obrońcy. 

## Kariera klubowa
Salli karierę rozpoczynał w 1995 roku w trzecioligowym zespole TP-Seinäjoki. W sezonie 1995 awansował z nim do drugiej ligi, a w kolejnym do pierwszej. W 1998 roku odszedł do także pierwszoligowej Haki. Trzy razy zdobył z nią mistrzostwo Finlandii (1998, 1999, 2000). Pod koniec 2000 roku przeszedł do angielskiego Barnsley z Division One. W lidze tej zadebiutował 2 grudnia 2000 w przegranym 0:2 meczu z Wolverhampton. Graczem Barnsley Salli był do końca sezonu 2002/2003.
Następnie wrócił do Haki. W sezonie 2004 zdobył z nią mistrzostwo Finlandii, a w sezonie 2005 - Puchar Finlandii. W 2006 roku odszedł do trzecioligowego TPV. W sezonie 2006 awansował z nim do drugiej ligi. W 2008 roku przeszedł do trzecioligowego Ilves, a w 2011 roku zakończył karierę.

## Kariera reprezentacyjna
W reprezentacji Finlandii Salli zadebiutował 3 lutego 1999 w przegranym 1:2 towarzyskim meczu z Grecją. 4 września 1999 w przegranym 1:2 pojedynku eliminacji Mistrzostw Europy 2000 z Niemcami strzelił swojego jedynego gola w kadrze. W latach 1999–2004 w drużynie narodowej rozegrał 11 spotkań.